# 昂达尔错
昂达尔错（藏語：ཨང་དར་མཚོ།，威利转写：ang dar mtsho，THL：Angdar Tso）位于中国西藏自治区那曲市双湖县境内，地处双湖县南部，唐古拉山南麓的山间盆地内，湖面海拔4861米，面积34.3平方公里。湖区气候寒冷干燥，年均气温-6℃，年均降水量200～300毫米。湖水主要依靠泉水补给，集水区面积1422平方公里，补给系数40.5。湖东岸大堤外有一面积5～6平方公里的小湖，小湖水经大堤南端宽约5～7米的河道流入昂达尔错。大堤西北端右侧还有一个小湖，湖水经一条小河沟注入昂达尔错。昂达尔错湖水钾、硼，可开发利用。